# Mackenzie Rosman
Mackenzie Rosman (ur. 28 grudnia 1989 w Charleston, USA) – amerykańska aktorka, znana głównie z roli w serialu telewizyjnym Siódme niebo (7th Heaven).
Jej rodzice są rozwiedzeni od 1993 roku (Mackenzie Rosman miała wtedy cztery lata), po rozwodzie przeniosła się z matką Donną, ojczymem Randym, bratem Chandlerem i siostrą Katelyn do Los Angeles. Podpisanie kontraktu z agencją talentów przez matkę Mackenzie otworzyło jej drogę do kariery w filmie.

## Filmografia
- Getting Away with Murder: The JonBenet Ramsey Mystery jako JonBenét Ramsey (2000)
- Gideon jako Molly MacLemore (1999)
- Siódme niebo (7th Heaven) jako Ruthie Camden (1996–2007)
- Pod powierzchnią (Beneath) jako Deb (2013)
- Rekin widmo jako Ava Conte (2013)